# Zorocratidae
Zorocratidae là một họ nhện hơi giống nhện sói. Bố trí mắt không giống nhện sói do các mắt trước không mở rộng và mắt nằm thành hai hàng. Người ta ít biết về các loài trong họ này, nhưng có khoảng 20 loài trong 5 chi, chủ yếu sinh sống ở châu Phi, Madagascar, và Bắc Mỹ. Các loài Bắc Mỹ thuộc về các chi "Zorocrates". Chi Uduba chỉ được biết đến từ Madagascar. Phân bố bất thường dường như chỉ ra một kết nối với lục địa trôi dạt và gia đình dường như bị phá vỡ với sự tách biệt cuối cùng của châu Phi và châu Mỹ. 

## Chi
- Campostichomma Karsch, 1891 — Sri Lanka (1 loài)
- Raecius Simon, 1892 — châu Phi (6 loài)
- Uduba Simon, 1880 — Madagascar (2 loài)
- Zorocrates Simon, 1888 — Hoa Kỳ đến Panama (30 loài)
- Zorodictyna Strand, 1907 — Madagascar (2 species)